# ماروین اوباندو
ماروین اوباندو (اسپانیایی: Marvin Obando‎؛ زادهٔ ۴ آوریل ۱۹۶۰) بازیکن فوتبال اهل کاستاریکا بود.
از باشگاه‌هایی که در آن بازی کرده‌است می‌توان به باشگاه ورزشی کارتاگینیس و باشگاه فوتبال دپورتیوو ساپریسا اشاره کرد.
وی همچنین در تیم ملی فوتبال کاستاریکا بازی کرده‌است.